# Orkestergraven
Orkestergraven er titlen på en dansk gyseropera der uropførtes på Den Fynske Opera 16. marts 2012, instrueret af Martin Schmidt.
- Musik: Bo Gunge.
- Libretto: Anne-Marie Vedsø Olesen.

Orkestergraven bygger på en novelle af samme navn af Anne-Marie Vedsø Olesen fra antologien POE – 4 makabre hyldester (2009). Novellen er en variation af Edgar Allan Poes novelle The Tell-Tale Heart (Hjertet der sladrede) fra 1834.